# Louise Wenckebach-Lau
Louise Petronella Wenckebach-Lau (Schiedam, 8 juli 1893 – Laren, 24 oktober 1967) was een Nederlands textielkunstenaar en academiedocent.

## Leven en werk
Louise of Lous Lau was een dochter van notaris Petrus Joannes Lau en Louisa Petronella Dirkzen, en een jongere zus van de schilder Thé Lau. Na het gymnasium volgde ze een opleiding tot edelsmid aan de Kunstnijverheidsschool in Haarlem.  Ze leerde er Oswald Wenckebach (1895-1962) kennen, die de tekencursus volgde. Hij zou later bekend worden als beeldhouwer. Het stel trouwde in 1919 en vestigde zich in Noordwijk aan Zee. Ze kregen een aantal kinderen, onder wie Loes, Mies en Karla Wenckebach. Mies trouwde met beeldhouwer Jan Willem Rädecker. In 1933 werd de echtscheiding tussen Oswald en Louise uitgesproken, zij bleef echter de naam Wenckebach gebruiken.
Louise Wenckebach was autodidact op het gebied van weeftechnieken. Ze weefde onder meer wandtapijten en vloerkleden van wol die ze zelf met natuurlijke grondstoffen verfde. Ze gaf er lezingen over en zette in 1950 een atelier voor weefkunst op aan de Jan van Eyck Academie in Maastricht. Haar broer Thé was twee jaar eerder aangenomen als docent aan de academie. Het atelier werd na een aantal jaren wegens gebrek aan leerlingen gesloten. Wenkecbach was lid van de Vereniging van Beoefenaars der Gebonden Kunsten in de Federatie en van de Beeldende Kunstenaarsvereniging Hilversum.
Wenckebach-Lau woonde vanaf 1964 in Laren. Ze overleed er een aantal jaren later, op 74-jarige leeftijd, en werd begraven op het Sint Janskerkhof.

## Werk in openbare collecties (selectie)
- TextielMuseum, Tilburg

- Biografisch Portaal: 20120661
- RKD-Nederlands Instituut voor Kunstgeschiedenis: 48257
- Union List of Artist Names: 500722274